# Nick at Nite
 (juillet 2025).
- Si vous ne connaissez pas le sujet, laissez ce bandeau (vous pouvez alors contacter les auteurs).
- Si vous supprimez le contenu mis en cause (vous pouvez préalablement contacter les auteurs),

argumentez précisément cette suppression dans la page de discussion
(un manque de référence n'est pas un argument ; une recherche réelle de référence doit avoir été effectuée, être formellement documentée).
 (juillet 2025).
Si vous disposez d'ouvrages ou d'articles de référence ou si vous connaissez des sites web de qualité traitant du thème abordé ici, merci de compléter l'article en donnant les références utiles à sa vérifiabilité et en les liant à la section « Notes et références ».
Nick at Nite est le titre d'une section de programme de la chaîne de télévision américaine Nickelodeon diffusée en soirée et durant la nuit (de 21 h en semaine, 22 h le samedi, 20 h le dimanche, jusqu'à 7 h le lendemain) en s'adressant aux adultes et aux adolescents,.
Les programmes de Nickelodeon sont diffusés sur le bloc Nick at Nite, en plus de leur programmation estivale à d'autres horaires, sur la chaîne. Nickelodeon utilise principalement cette programmation pour rivaliser contre Cartoon Network utilisant Adult Swim.[réf. nécessaire]

## Histoire
Modèle:Renfec.

## Séries originales
La programmation de Nick at Nite comprend généralement la diffusion des sitcoms et de séries originales de Nickelodeon.
- Hollywood Heights (2012)
- Mia et moi (2012-2023)
- Power Rangers : Dino Fury (depuis 2021)
- See Dad Run (depuis 2012)
- Miss Farah (depuis 2019)
- Danger Force (depuis 2020)
- Instant Mom (depuis 2013)
- Les Mystères d'Hunter Street (depuis 2017)
- Une famille vraiment Loud (depuis 2022)
- Friends (depuis 2011)
- Young Sheldon (depuis 2010)
- Mike and Molly (depuis 2021)
- Seinfeld (depuis 2022)

## International
Nick at Nite est généralement diffusée tard la nuit jusqu'au matin au niveau international dont l'objectif est d'attirer le maximum d'adultes[réf. nécessaire].

### Amérique
Le bloc a été diffusé à partir du 13 février 2006 dans la plupart des pays du sud dans la programmation de Nickelodeon. Cependant il est supprimé de la diffusion le 1er janvier 2015[réf. nécessaire].

### Océanie
Nick at Nite est diffusée en Australie et en Nouvelle-Zélande au tant que bloc de Nickelodeon depuis le 23 octobre 1995 à juillet.

### Europe
Nick at Nite a été diffusée au Royaume-Uni du 27 juin 2016 à janvier 2019 en tant que bloc de Nickelodeon. Ce bloc est mis en place afin élargir le public adulte de la chaîne mais est finalement supprimé pour que les programmes soient propres à la chaîne et que le public adulte soit davantage attaché à Nickelodeon.
En Allemagne toujours au tant que bloc de Nickelodeon elle est diffusée depuis 2008. Le bloc est également diffusé sur Comedy Central et MTV depuis 2015.
Aux Pays-Bas, Nick at Nite est diffusé à partir de 2004 dans la programmation de Nickelodeon.
En Espagne, elle est diffusée sur Noches Nick depuis 2009.

### Asie
Le bloc est diffusé dans la programmation de Nickelodeon en Russie, au Japon depuis 2009, en Inde et en Bangladesh depuis 2008.